# International Pro Wrestling
L'International Pro Wrestling è stata una federazione giapponese di puroresu, nota anche come International Wrestling Enterprise/Association.

## Storia
L'International Pro Wrestling è stata la prima federazione giapponese a proporre un proprio titolo mondiale nonché la prima al mondo a promuovere gli incontri della morte, poi resi famosi dalla Frontier Martial-Arts Wrestling.
Fondata nel 1966 da Isao Yoshihara ebbe per suo campione di punta Masao Rusher Kimura.
Nel gennaio 1967 iniziò una partnership con la Tokyo Pro Wrestling di Toyonobori per tenere un tour congiunto intitolato "Pioneer Series" fino ad agosto del 1967.
In essa si fece le ossa e divenne famoso lottando con il suo vero nome André The Giant.
Il 26 agosto 1979 con la NJPW e la AJPW organizzò il primo supershow della storia del puroresu coinvolgente tutte le maggiori federazioni nazionali del tempo. 
Ebbe relazioni con alcune importanti federazioni straniere, specie statunitensi.
Fallì nel settembre 1981.
Titoli:
IWA World Titles
World Heavyweight Title (1968-1981)
World Mid-Heavyweight Title (1969-1981)
World Tag Team Title (1969-1981)
TWWA World Titles
World Heavyweight Title (1967-1968)
World Junior Heavyweight Title (1967-1968)
World Tag Team Title (1967-1969)
WWU World Title
World Junior Heavyweight Title (1978-1980)